# Lapostolet
Lapostolet (fl. XIX secolo) è stato un nuotatore francese.
Partecipò alle gare di nuoto della II Olimpiade di Parigi del 1900.
Prese parte alla gara dei 200 metri dorso, dove arrivò quinto, nuotando in 4'34"6. Inoltre partecipò alla gara dei 1000 metri stile libero, piazzandosi terzo in semifinale, nuotando in 25'52"0, non qualificandosi per la finale.